# Norbert Bannert
Norbert Bannert (* 11. Mai 1934 in Patschkau, Provinz Oberschlesien; † 9. April 2023) war ein deutscher Arzt und Hochschullehrer.

## Leben
1953 machte Bannert sein Abitur an der Landesheimschule Weferlingen.
Von 1953 bis 1958 studierte er Medizin in Halle und in Magdeburg.
1959 promovierte er in Magdeburg mit einer Arbeit zum Thema Untersuchungen über eiweißgebundene Kohlehydrate im Serum und in der Interzellularflüssigkeit bei Gesunden und bei Polyarthritis bei Rolf Emmrich.
Von 1960 bis 1965 absolvierte er eine Facharztausbildung für Pädiatrie bei Karl Ludwig Nißler.
Von 1962 bis 1964 arbeitete er bei Horst Frunder (1919–2012) am Physiologisch-Chemischen Institut der Friedrich-Schiller-Universität Jena.
Bannert absolvierte Studienaufenthalte in den Kinderkliniken in Olmütz, Budapest, Helsinki, Debrecen und Moskau.
1972 habilitierte er sich in Magdeburg mit einer Arbeit zum Thema Schädigung und Regeneration der Dünndarmschleimhaut im Kindesalter.
1975 gründete Bannert die Abteilung Gastroenterologie, Endokrinologie und Stoffwechsel deren Leiter er wurde.
Ab 1976 arbeitete Bannert als Dozent.
Ab 1981 wurde er zum außerordentlichen Professor berufen.
Nach der Wende wurde kein Mitarbeiter der Medizinische Akademie Magdeburg negativ evaluiert.
1993 wurde die Medizinische Akademie Magdeburg in die Medizinische Fakultät der Otto-von-Guericke-Universität Magdeburg überführt.
Sie hatte zunächst vier selbständige Kliniken.
Bannert wurde Leiter der Klinik für Pädiatrische Gastroenterologie und Endokrinologie.
Diese Funktion füllte er bis zu seiner Emeritierung im Jahr 1999 aus.

## Forschungsinteressen und Aktivitäten
Bannert forschte auf dem Gebiet der Malabsorptionsformen und Nahrungsmittelallergien, über Wachstumshormontherapie, Hochwuchsbehandlung, Intersexualität, Mineralstoffwechselstörungen, Insulinrezeptorstudien und Hyperinsulinismus.
Zu diesen Themen veröffentlichte er zahlreiche Publikationen.
Er schuf am Zentrum für Kinderheilkunde die endokrinologische Tagesstation und das Stoffwechsellabor.
Die Endoskopie passte er an die besonderen Bedingungen im Kindesalter an.
Er begründete und erweiterte das Neugeborenenscreening im Land Sachsen-Anhalt.

## Mitgliedschaften
Bannert war Ehrenmitglied der Sächsisch-Thüringischen Gesellschaft für Kinder- und Jugendmedizin (STGKJM).
Von 1995 bis 1997 war er deren Vorsitzender und von 1997 bis 1999 deren Vorstandsvorsitzender.
Außerdem engagierte er sich im Professorenkollegium Emeritio, das sich der allgemeinverständlichen Wissensweitergabe an breite Bevölkerungsschichten widmet.

## Schriften (Auswahl)
- Einhundert Jahre Klinische Kinderheilkunde in Magdeburg (1906–2006) – Die Magdeburger Kinderkliniken und ihre ärztlichen Leiter. zusammen mit Wilhelm Thal in Ärzteblatt Sachsen-Anhalt 17, 2006, 55-8 OCLC 209330978
- Verdauungssystem/Gastroenterologie zusammen mit Henker J., Wirth S., Zimmer KP. in Pädiatrie. Springer Lehrbuch. Springer, Berlin, Heidelberg, 2001, doi:10.1007/978-3-662-09178-4_23, ISBN 978-3-662-09179-1
- Die Magdeburger Hochschul-Kinderklinik im vierten Quartal des 20. Jahrhunderts zusammen mit Wilhelm Thal, in Ärzteblatt Sachsen-Anhalt, 2001, 5, S. 21–44.
- Leitlinie für die Einrichtung und zur Arbeitsweise von Frauenmilchbanken zusammen mit Skadi Springer, Leipziger Univ.-Verl. 1998, ISBN 9783933240118
- Spezielle Krankheitslehre, Berlin: Verl. Volk und Gesundheit, 1988, ISBN 978-3-333-00277-4